# Skype Mama
Skype Mama ist eine Anthologie junger ukrainischer Autoren. Herausgeberinnen sind Kati Brunner, Marjana Sawka und Sofia Onufriv. Skype Mama erschien erstmals 2013 im Berliner Verlag fotoTAPETA.

## Inhalt
Skype Mama ist eine Sammlung von zwölf Kurzgeschichten. Inhaltlich geht es um die Arbeitsmigration von Ukrainern in das westliche Ausland. Besonderer Schwerpunkt liegt auf den Familien, deren Mütter im Ausland arbeiten und deren Kinder nur per Skype mit ihnen kommunizieren können. Die Kurzgeschichten schwanken zwischen eher realistischen, dokumentarischen Inhalten und künstlerisch freien, surrealen Geschichten.
Die Geschichten im Einzelnen sind:
- Halyna Kruk: Ho paura
- Walentyn Berdt: Skype Mama
- Natalka Sniadanko: Frau Müller hat nicht die Absicht, mehr zu bezahlen
- Halyna Malyk: Slawka
- Serhij Hrydyn: Geld stinkt nicht
- Oleksandr Hawrosch: Stepan im Glück
- Marianna Kijanowska: Kirschen
- Natascha Guzeeva: Unsichtbar
- Oksana Luzyschyna: Wandteppich mit Hirschen
- Tanja Maljartschuk: Kinderland
- Oksana Luschtschewska: Das Familien-Finde-Spiel
- Marjana Sawka: Mit Kinderaugen. Zu diesem Buch

## Kritik
„In elf Geschichten, die irgendwo zwischen der Ukraine und dem Westen Europas spielen, erzählt dieses Buch vom Schicksal moderner Wanderarbeiterinnen. Meist ist es schlichte Not und nicht Abenteuerlust, die sie in die Büros, Küchen und Wohnzimmer des Westens treibt. In der Ukraine soll die Zahl der Familien, von denen mindestens einer der Eltern im Ausland arbeitet, in die Million gehen. Das heißt, vielleicht eine Million Kinder, die zurückbleiben. Hilft moderne Technik da mehr als die alte Postkarte?“